# Centru radical
În geometria euclidiană centrul radical a trei cercuri este punctul care are aceeași putere față de trei cercuri coplanare, cu centrele necoliniare.
Este situat la intersecția axelor radicale ale cercurilor respective.
Noțiunea de centru radical a fost introdusă de L. Gaultier în 1813 și joacă un rol important în rezolvarea problemei lui Apollonius.